# Edwin Scharff

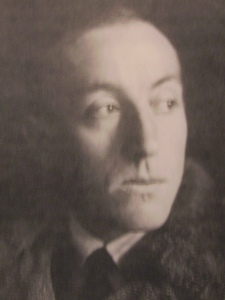
Edwin Scharff

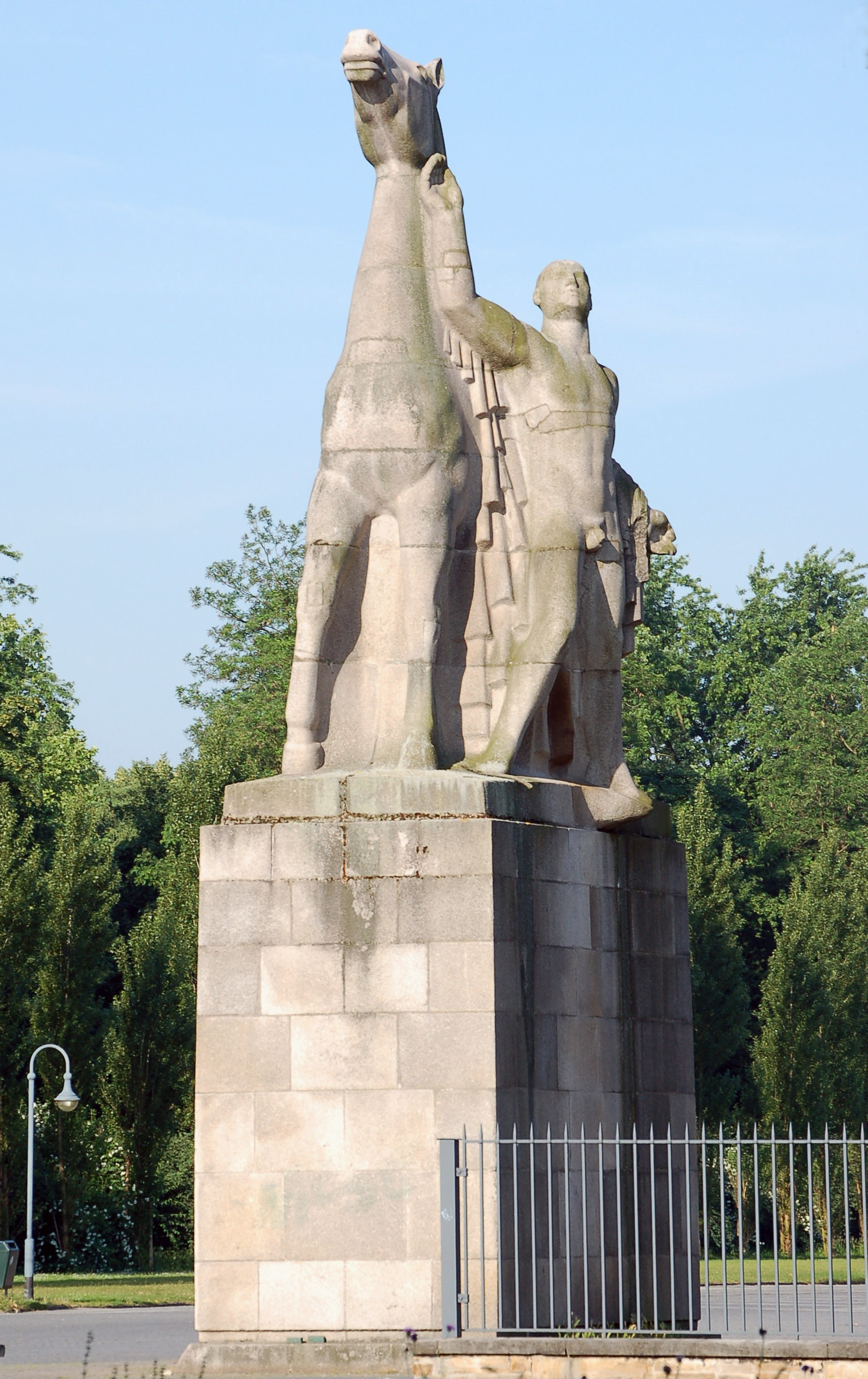
Rossebändiger, Nordpark, Düsseldorf.

Edwin Paul Scharff (Nuevo Ulm,  1887-Hamburgo, 1955) fue un escultor alemán, tachado de «artista degenerado» por el régimen nacionalsocialista.

## Biografía

### 1887-1933
A los quince años comenzó su formación artística en Múnich, estudiando pintura con Ludwig von Herterich (1856-1932), un pintor de historia de estética academicista. En 1912 y 1913 disfrutó de una beca de estudio en París. Allí entró en contacto con Jules Pascin y con el escultor Wilhelm Lehmbruck. Viajó a España para visitar Madrid y Toledo, donde pudo conocer y estudiar la obra de El Greco y de Velázquez y copiar algunas de sus pinturas. Finalmente viajó a Italia donde se sintió particularmente atraído por los escultores renacentistas. 
Influido por ellos y por la escultura clásica modeló en 1913 el Atleta joven, su primera obra importante, orientándose definitivamente hacia el campo de la escultura. Al estallar la Gran Guerra fue movilizado y resultó gravemente herido, pasando un año hospitalizado. Sus pinturas y esculturas se aproximaron en este momento al futurismo. Realizó también entonces uno de sus primeros retratos en bronce, el de su hermano, muerto en el frente el mismo año 1914. 
En 1918 participó en la exposición de los expresionistas muniqueses organizada en Basilea por August L. Mayer, como parte de la campaña de propaganda alemana en el exterior. Al estallar la Revolución de Noviembre, como todos sus compañeros de la Asociación de Artistas, se puso del lado de la revolución y reclamó la sustitución de los viejos profesores de la Academia por artistas jóvenes.
Concluida la guerra orientó su trabajo principalmente a la realización de retratos en bronce de sus amigos y de personalidades célebres —Heinrich Mann, la actriz Anni Mewes (1895-1980) o el propio Mayer—. En 1923 fue nombrado profesor en Berlín. El creciente prestigio del artista se traduce en el encargo de un busto del mariscal Hindenburg en 1926 y su elección como vicepresidente de la Asociación de Artistas Alemanes un año después. Realiza también en esta etapa berlinesa esculturas en mármol y monumentos, como el dedicado a las víctimas de la Primera Guerra Mundial en su ciudad natal. En 1931 ingresó en la Academia Prusiana de las Artes.

### Bajo el régimen nacionalsocialista (1933-1945)
Tras la toma del poder por los nazis se le destinó a la Academia de Düsseldorf. Para la «Reichsausstellung Schaffendes Volk» (Düsseldorf, 1937), una fastuosa muestra de la propaganda nazi dedicada al mundo del trabajo, se le encargaron dos esculturas monumentales, los Rossebändiger (domadores de caballos), instalados a la entrada del parque donde tuvo lugar la exposición. El mismo año, sin embargo, tres de sus esculturas se presentaron en Múnich en la muestra de Arte degenerado. Dos años después fue obligado a retirarse y en 1940 fue expulsado de la Cámara de Bellas Artes, lo que en la práctica significaba la prohibición de trabajar. Pudo hacerlo, no obstante, para la iglesia de Marienthal, cerca de Wesel, protegido por su rector, pero poco antes de terminar la guerra las SS saquearon su estudio y destruyeron los modelos en escayola de sus esculturas, perdiéndose irremediablemente las que aún no habían sido vaciadas en bronce.

### Después de la Segunda Guerra Mundial
Tras la guerra retornó al trabajo en bronce e impartió clases en la Escuela Estatal de Arte de Hamburgo, ciudad en la que falleció en 1955. Ese mismo año, el senado de la ciudad instituyó un premio con su nombre y en 1999 se abrió en Nuevo Ulm el museo dedicado a su obra. Sus esculturas se expusieron también en las dos primeras ediciones de documenta (1955 y 1959), la célebre feria de arte contemporáneo de Kassel.